# باري بيترسن
باري بيترسن (بالإنجليزية: Barry Petersen)‏ هو صحفي أمريكي، ولد في 1949.

## وصلات خارجية
- الموقع الرسمي
- باري بيترسن على موقع IMDb (الإنجليزية)